# Carl Offterdinger

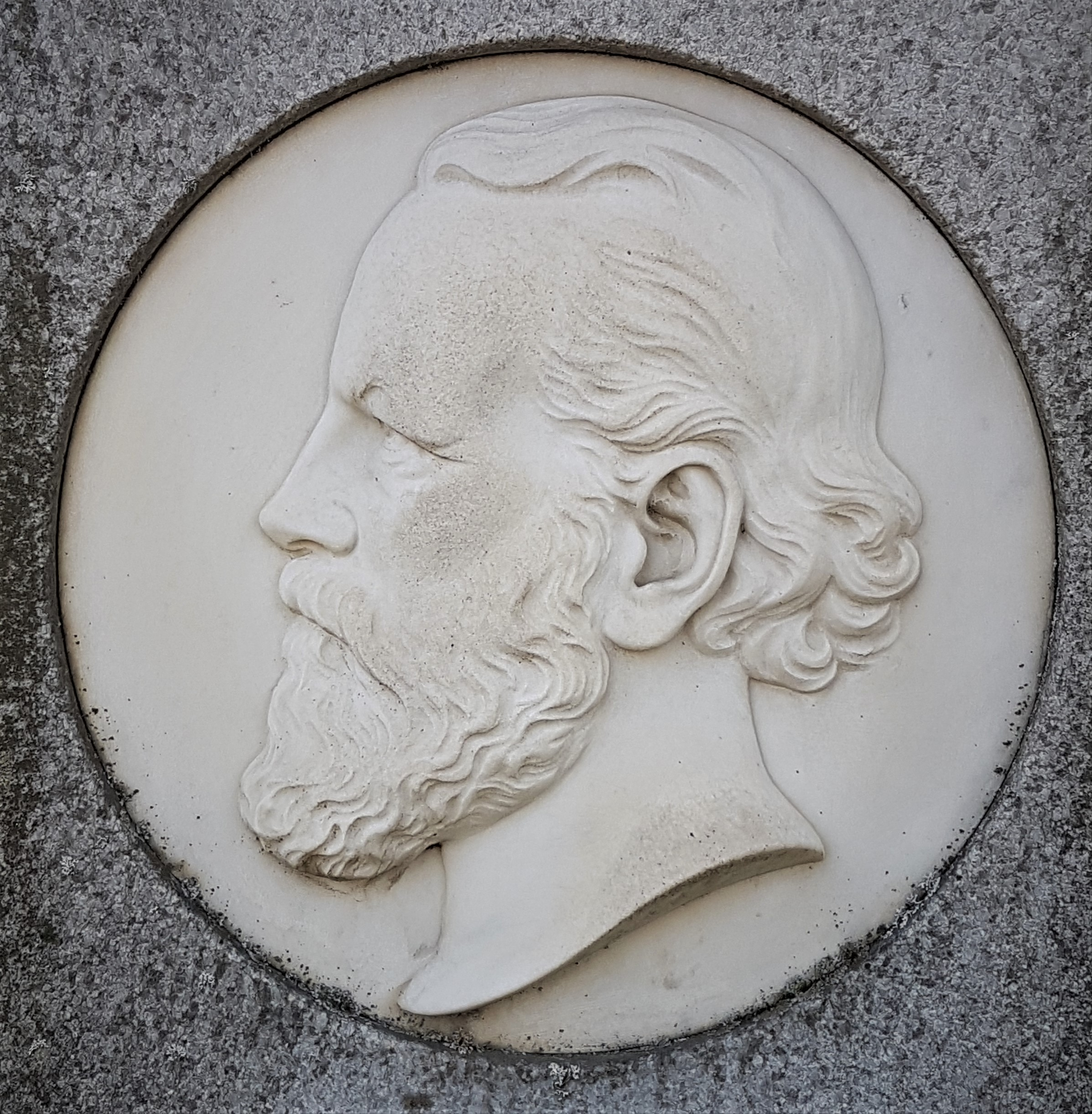
Porträt Offterdingers auf seinem Grabstein auf dem Fangelsbachfriedhof in Stuttgart

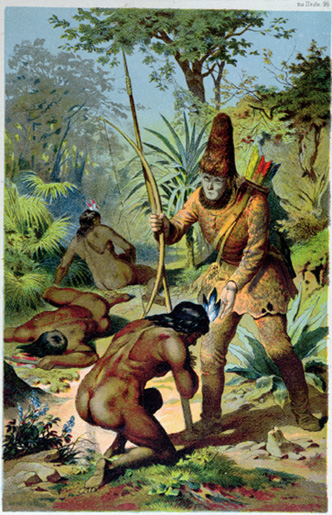
Robinson Crusoe und Freitag (ca. 1880)

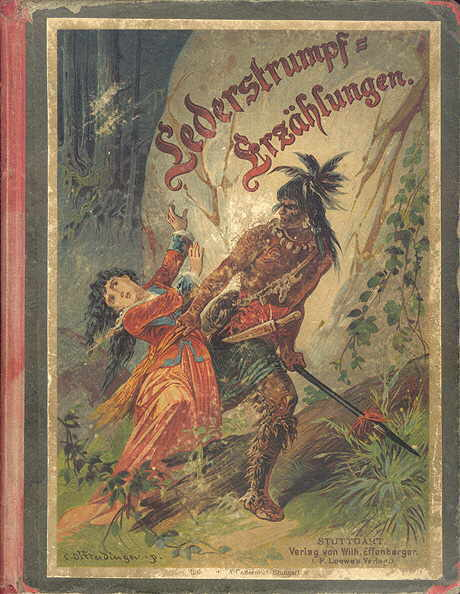
Einbandillustration zu Lederstrumpf

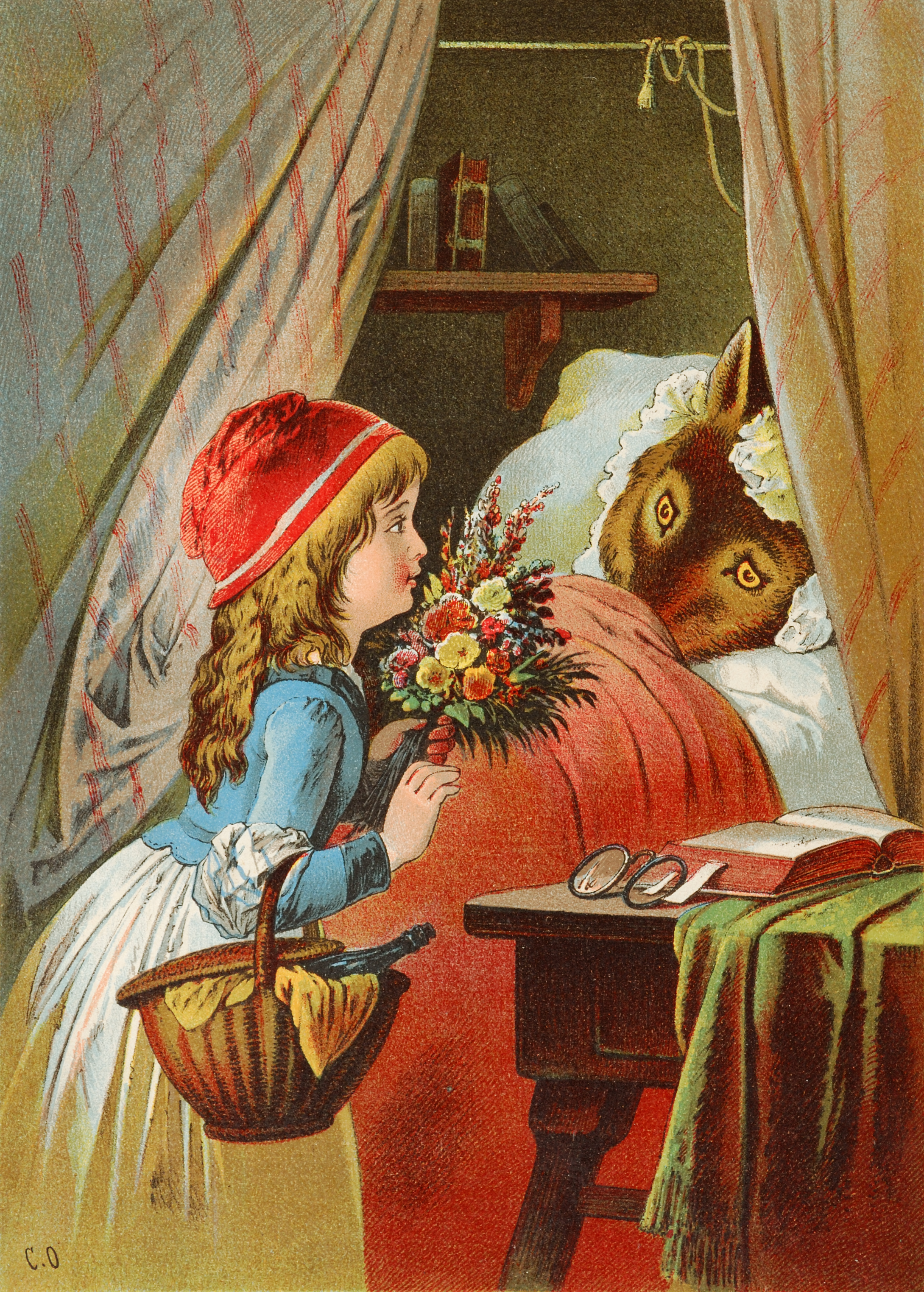
Illustration zu Rotkäppchen

Carl Offterdinger (* 8. Januar 1829 in Stuttgart; † 12. Januar 1889 ebenda) war ein deutscher Figuren- und Genremaler sowie Illustrator.

## Buchillustrationen
Offterdinger, ein Schüler von Heinrich von Rustige, illustrierte in der zweiten Hälfte des 19. Jahrhunderts zahlreiche Kinder- und Jugendbücher, Märchen, Abenteuerromane und Bilderbogen.
Offterdinger ist insbesondere bekannt für seine Gemälde mit Märchenszenen und seine Illustrationen von literarischen Werken wie Nussknacker und Mausekönig von E.T.A. Hoffmann, Till Eulenspiegel, Robinson Crusoe und Gullivers Reisen. 1874 illustrierte er die Erstausgabe von Theodor Storms Novelle Pole Poppenspäler in der Zeitschrift Deutsche Jugend.

## Werke
Illustrationen zu:
- Christian Friedrich August Kolb: Stuttgarter Bilderbuch. Zum Anschauungsunterricht für Kinder von 3 bis 8 Jahren. Mit Illustrationen von C. Offterdinger, H. Leutemann u. C. Kolb, Stuttgart, Thienemann, Edition Leipzig, Leipzig 1985
- Joachim Heinrich Campe: Robinson. Ein Lesebuch für Kinder. Mit 6 Farbdruckbildern von C. Offterdinger und 23 Textabbildungen von W. Zweigle. - Siebzehnte Auflage.- Stuttgart: Verlag von Wilhelm Effenberger 1898
- Mein erstes Märchenbuch. Eine Sammlung echter Kindermärchen für die ganz Kleinen. Mit 24 feinen Farbdruckbildern von Prof. C. Offterdinger und H. Leutemann. Siebente Auflage. Verlag von Wilhelm Effenberger (F. Loewes Verlag), Stuttgart. Druck der R. Hofbuchdruckerei zu Gutenberg (Carl Grüninger), Stuttgart. Erschienen Ende des 19. Jh. Titelblatt und Einband.
- Karl Gustav Nieritz: Gustav Wasa. Die Türken vor Wien. Eine freie Seele. Drei Jugend-Erzählungen, Neue Ausg. Düsseldorf, Bagel 1884,. 319 S. mit 3 Chromolithographien von Carl Offterdinger

## Weitere Werke
- Kinderfries in der Stuttgarter Liederhalle, um 1864, Verbleib unbekannt (die Liederhalle wurde im Zweiten Weltkrieg zerstört und 1955/1956 neu aufgebaut).
- Deckengemälde „Christi Himmelfahrt“ in der Stadtpfarrkirche St. Petrus und Paulus in Lauchheim, 1869/1870.
- 4 Aquarelle im Germanischen Nationalmuseum, Nürnberg.